# 鐘の歌 (ブルッフ)
『鐘の歌』（かねのうた、Das Lied von der Glocke, für Chor, vier Solostimmen, Orchester und Orgel）作品45は、マックス・ブルッフが作曲したカンタータ。

## 概要
1877年年頭から作曲が始められ、1878年4月21日の復活祭の日に完成された。初演は1878年5月12日にケルンにおいて、ケルン・ギュルツェニヒ管弦楽団によって行われた。テキストはフリードリヒ・フォン・シラーによるもので、彼に献呈されている。
1799年に書かれた原詩（ドイツ語版、英語版）はシラーの代表作の一つであり、アンドレーアス・ロンベルクの作品（1809年）をはじめ、ヴァンサン・ダンディやヨハネス・ブラームス（一部）などが曲を付けている。作曲当時、出版社ジムロックは大規模な作品の出版に難色を示し、初演に用いる譜面はブルッフが自費で用意しなければならなかった。しかし初演は成功を収め、特に1879年に行われた出版と1879年8月26日にバーミンガムで行われたイギリス初演の成功以降は、各所で演奏されるブルッフの代表作の一つとなった。
合唱作品の題材を神話などに求めることの多かったブルッフには珍しい「ドイツ的」な題材を扱っている。作曲にあたってはシラーの詩はもちろんのこと、ブルッフの故郷であるケルンの大聖堂の鐘の音もインスピレーションの基になったと考えられている。

## 楽器編成
フルート2（ピッコロ持替2）、オーボエ2、クラリネット2、ファゴット2、ホルン4、トランペット2、トロンボーン3、チューバ、ティンパニ、打楽器、オルガン、弦五部
独唱 (ソプラノ、アルト、テノール、バス)、混声合唱

## 構成
全2部、27曲からなり、演奏時間は約1時間30分を要する。各曲は随所でアタッカで連結されているほか、主題の連関も設定され全曲の統一が図られている。また、鐘造りの親方を演じるバス独唱には特に重要な役割が与えられている。
- 第1部（13曲、約50分）
原詩の第13節、災害によって家族が失われなかったことを感謝する部分までに付曲されている。
- 第2部（14曲、約40分）
第1部冒頭と同じ主題によって始まる。第18、19曲ではブルッフが得意とする民族音楽風の舞曲が導入されるほか、平和への賛歌である第22曲では「きよしこの夜」が引用される。